# Predella con storie francescane
La Predella con storie francescane è una serie di dipinti a tempera su tavola di Beato Angelico un tempo appartenenti a un'unica pala d'altare, perduta o comunque non chiaramente individuata. A seconda delle ipotesi ricostitutive la datazione oscilla anche di molto: dagli anni giovanili (1429 circa), alla maturità (1435 circa) o agli anni più avanzati (1440 e oltre).

## Descrizione e stile
I pannelli noti della predella sono oggi cinque:
- San Francesco davanti al sultano, 27x31 cm, Lindenau Museum, Altenburg
- Stimmate di san Francesco, 27,5x26 cm, Pinacoteca Vaticana, Roma
- Incontro tra san Domenico e san Francesco, 26x31 cm, Gemäldegalerie, Berlino
- Apparizione al Capitolo di Arles, 26x31 cm, Gemäldegalerie, Berlino
- Funerali di san Francesco, 28x70 cm, Gemäldegalerie, Berlino

Essi, associati per le dimensioni e lo stile smagliante, compongono un'incompleta serie di storie francescane, che è stata messa in relazione a un perduto polittico costruito attorno alla Madonna di Pontassieve o a una perduta pala per la Cappella Medici di Santa Croce o ad altri dipinti, esistenti o perduti e noti solo dalle fonti.
Le scene, per quanto piccole, mostrano una compiutezza miniaturistica e una vivacità narrativa degna delle opere maggiori. Particolarmente lirici sono i pannelli con le Stimmate, con la sfolgorante apparizione divina in un paesaggio brullo, il Capitolo di Arles, in notturna, e i Funerali di san Francesco, dove la vivacità dei gesti riprende e sviluppa gli affreschi di Giotto nella Cappella Bardi. 
Predella con storie francescane